# Mokry pies
Mokry pies – drugi singel z albumu „Wilk" grupy Kim Nowak.

## Notowania
| Lista                              | Pozycja |
| ---------------------------------- | ------- |
| Lista Przebojów Programu Trzeciego | 6       |
| Lista Przebojów UWUEMKA            | 18      |